# Greta Gerwig
Greta Celeste Gerwig, född 4 augusti 1983 i Sacramento, Kalifornien, är en amerikansk skådespelare, manusförfattare och filmregissör. Hon inledde sin karriär inom independentfilm och blev snabbt erkänd för sina skådespelarroller. Som regissör har hon fått stor internationell framgång med filmer som Lady Bird (2017) och Little Women (2019). Gerwig är utbildad vid Barnard College och har nominerats till flera Oscars- och Golden Globe-priser för både manus och regi.

## Biografi
Gerwig debuterade som skådespelare 2006 och arbetade de första åren av karriären främst med smala amerikanska indiefilmer inom genren mumblecore, ofta tillsammans med Joe Swanberg. 2011 debuterade hon i en storfilm när hon spelade mot Russel Brand i Arthur. Förutom med Joe Swanberg har Gerwig flera gånger samarbetat med Whit Stillman och Noah Baumbach. Efter att ha spelat titelrollen i Baumbachs långfilm Frances Ha (2012) nominerades Gerwig till en Golden Globe Award i kategorin Bästa kvinnliga huvudroll - musikal eller komedi.
År 2017 skrev och regisserade hon Lady Bird vilken nominerades till en mängd priser, bland annat fem Oscar, varav en var Oscar för bästa regi och Oscar för bästa originalmanus, men filmen vann inga av dem. Filmen nominerades även till fyra Golden Globes Award och vann priset för Bästa film – musikal eller komedi. 2019 regisserade Gerwig den nya versionen av Unga kvinnor som också blev nominerad till en mängd Oscar och vann Oscar för bästa kostym.
År 2023 regisserade hon spelfilmen Barbie till vilken hon även skrev manus tillsammans med Baumbach. Filmen väckte mycket uppmärksamhet och Gerwig blev den första kvinnliga regissören som haft en film som dragit in över en miljard amerikanska dollar globalt. Vid Golden Globe Award 2024 nominerades hon till både Bästa regi och Bästa manus.

### Privatliv
Efter att ha arbetat tillsammans under flera år blev det 2018 officiellt att Gerwig och Noah Baumbach även hade en relation privat. Efter att ha haft en relation i tolv år gifte sig paret 2023. I mars 2019 föddes parets första son och 2023 föddes en andra son.

## Filmografi i urval

### Film
Som regissör
| År   | Titel                         | Regissör | Författare | Producent | Anmärkningar                                                                                  |
| ---- | ----------------------------- | -------- | ---------- | --------- | --------------------------------------------------------------------------------------------- |
| 2008 | Nights and Weekends           | Ja       | Ja         | Ja        | Medregisserad, samskriven, samproducerad med Joe Swanberg                                     |
| 2017 | Lady Bird                     | Ja       | Ja         | Nej       | - Nominerad — Oscar för bästa regi - Nominerad — Oscar för bästa originalmanus                |
| 2019 | Unga kvinnor                  | Ja       | Ja         | Nej       | Nominerad — Oscar för bästa manus efter förlaga                                               |
| 2023 | Barbie                        | Ja       | Ja         | Nej       | - Nominerad — Oscar för bästa originalmanus - Nominerad — BAFTA Award för bästa originalmanus |
| 2026 | Narnia: The Magician's Nephew | Ja       | Ja         | Nej       |                                                                                               |

Som skådespelerska
| År   | Titel                  | Roll                   | Anmärkningar                        |
| ---- | ---------------------- | ---------------------- | ----------------------------------- |
| 2008 | Baghead                | Michelle               |                                     |
| 2008 | Nights and Weekends    | Mattie                 |                                     |
| 2009 | The House of the Devil | Megan                  |                                     |
| 2010 | Greenberg              | Florence Marr          |                                     |
| 2011 | No Strings Attached    | Patrice                |                                     |
| 2011 | Damsels in Distress    | Violet Wister          |                                     |
| 2011 | Arthur                 | Naomi Quinn            |                                     |
| 2012 | Lola Versus            | Lola                   |                                     |
| 2012 | Förälskad i Rom        | Sally                  |                                     |
| 2012 | Frances Ha             | Frances Halladay       | Även medförfattare                  |
| 2014 | Eden                   | Julia                  |                                     |
| 2014 | The Humbling           | Pegeen Mike Stapleford |                                     |
| 2015 | Mistress America       | Brooke Cardinas        | Även medförfattare och medproducent |
| 2015 | Maggie's Plan          | Maggie Hardin          |                                     |
| 2016 | Wiener-Dog             | Dawn Wiener            |                                     |
| 2016 | Jackie                 | Nancy Tuckerman        |                                     |
| 2016 | Alla tiders kvinnor    | Abigail Porter         |                                     |
| 2017 | The Meyerowitz Stories | Victoria (röst)        | Okrediterad                         |
| 2018 | Isle of Dogs           | Tracy Walker (röst)    |                                     |
| 2022 | Vitt brus              | Babette Gladney        |                                     |
| 2025 | Jay Kelly              |                        |                                     |

### TV
| År   | Titel               | Roll         | Anmärkningar                             |
| ---- | ------------------- | ------------ | ---------------------------------------- |
| 2016 | The Mindy Project   | Sarah Branum | 2 avsnitt                                |
| 2017 | Saturday Night Live | Ms. Reynolds | Okrediterad; Avsnitt: "Saoirse Ronan/U2" |

## Utmärkelser och nomineringar
Greta Gerwig har mottagit flera utmärkelser och blivit nominerad till ett flertal prestigefyllda priser för sitt arbete som skådespelare, manusförfattare och regissör. 
För sin regi och manus till filmen Lady Bird (2017) nominerades hon bland annat till två Academy Awards (Oscars) – för bästa regi och bästa originalmanus. Filmen vann även priser vid Golden Globe Awards och Screen Actors Guild Awards. 
Hennes filmatisering av Unga kvinnor (Little Women) (2019) belönades med flera nomineringar, inklusive Oscars för bästa film, bästa manus efter förlaga och bästa kostym. Filmen vann Oscar för bästa kostym. 
| År     | Titel        | Oscars       | Oscars  | BAFTA        | BAFTA   | Golden Globe | Golden Globe |
| År     | Titel        | Nomineringar | Vinster | Nomineringar | Vinster | Nomineringar | Vinster      |
| ------ | ------------ | ------------ | ------- | ------------ | ------- | ------------ | ------------ |
| 2017   | Lady Bird    | 5            | 0       | 3            | 0       | 4            | 2            |
| 2019   | Little Women | 6            | 1       | 5            | 1       | 2            | 0            |
| 2023   | Barbie       | 8            | 1       | 5            | 0       | 9            | 2            |
| Totalt | Totalt       | 19           | 2       | 13           | 1       | 15           | 4            |

Regisserade Oscarsnomineringar

Under Gerwigs regi har dessa skådespelare nominerats till Oscar för sina prestationer i respektive film.
| År                                  | Skådespelare                        | Film                                | Resultat                            |
| Oscar för bästa kvinnliga huvudroll | Oscar för bästa kvinnliga huvudroll | Oscar för bästa kvinnliga huvudroll | Oscar för bästa kvinnliga huvudroll |
| ----------------------------------- | ----------------------------------- | ----------------------------------- | ----------------------------------- |
| 2017                                | Saoirse Ronan                       | Lady Bird                           | Nominerad                           |
| 2019                                | Saoirse Ronan                       | Little Women                        | Nominerad                           |
| Oscar för bästa manliga biroll      |                                     |                                     |                                     |
| 2023                                | Ryan Gosling                        | Barbie                              | Nominerad                           |
| Oscar för bästa kvinnliga biroll    |                                     |                                     |                                     |
| 2017                                | Laurie Metcalf                      | Lady Bird                           | Nominerad                           |
| 2019                                | Florence Pugh                       | Little Women                        | Nominerad                           |
| 2023                                | America Ferrera                     | Barbie                              | Nominerad                           |